# Іркештам
Іркештам — аул на сході Алайської долини в Ошській області Киргизстану. Один з двох головних пунктів перетину киргизько-китайського кордону (другий — Торугартський перевал, за 165 км на північний схід).
З киргизького боку вельми кепська дорога прямує Алайською долиною на Сари-Таш, де є розгалуження на північ (на Ош) — автошлях М 41 і на захід Е60. Поїздка може бути ускладнена через кепську інфраструктуру, розбиті дороги, митні процедури, зачинені митниці тощо.